# 772

## Догађаји
- Википедија:Непознат датум — Владавина династије Абасида у Багдаду.

- Саксонски ратови: Краљ Карло Велики предводи франачку експедицију из Средње Рајне на спорну територију коју су Франци изгубили 695. године. Покреће кампању против Саса и заузима Еренсбург, уништавајући Ирминсул (саксонско свето дрво) близу Падерборна. Карло Велики разара неколико главних саксонских упоришта и приморава их да се повуку преко реке Везер. Након преговора са неким саксонским племићима и добијања талаца, поставља неколико гарнизона.
- Краљ Дезидерије од Лангобарда, разбеснео због Карловог одбацивања његове ћерке Дезидерате, проглашава Гербергине синове законитим наследницима франачког престола. Напада папу Хадријана I због одбијања да их крунише и напада Војводство Пентаполис. Дезидерије креће на Рим, а Хадријан се окреће Францима за војну подршку.
- Абасидски калиф Ел-Мансур завршава изградњу гарнизонског града Ел-Рафика поред Раке.
- 1. фебруар – Папа Стефан III умире након 3½ године владавине, током које је одобрио прихватљиво поштовање икона у Источној цркви. Наслеђује га Хадријан I (такође познат као Хадријан) као 95. епископ Рима.